# Cirrus SR20
Cirrus SR20 to wytwarzany w Stanach Zjednoczonych, cztero- lub pięciomiejscowy, kompozytowy jednopłatowiec napędzany silnikiem tłokowym. Jest produkowany przez Cirrus Aircraft od 1999 roku.
SR20 był pierwszym produkowanym samolotem lotnictwa ogólnego wyposażonym w spadochron do bezpiecznego opuszczenia samolotu na ziemię po utracie kontroli, awarii strukturalnej lub zderzeniu w powietrzu (spadochronowy system ratunkowy). Był to również pierwszy wyprodukowany lekki samolot o całkowicie kompozytowej konstrukcji i awionice płasko-panelowej.